# 조선의 역사
조선의 역사는 크게 전기와 후기로 나뉘며, 전기를 다시 둘로 나누어 전기와 중기로 보아 전기-중기-후기로 보기도 한다. 이때 전기-후기를 나누는 기준은 임진왜란(1592~1598)이며, 전기-중기-후기를 나누는 기준은 전기와 중기는 중종반정(1506), 중기와 후기는 임진왜란 또는 병자호란(1636~1637)이다.

## 조선 전기

### 개국과 왕자의 난

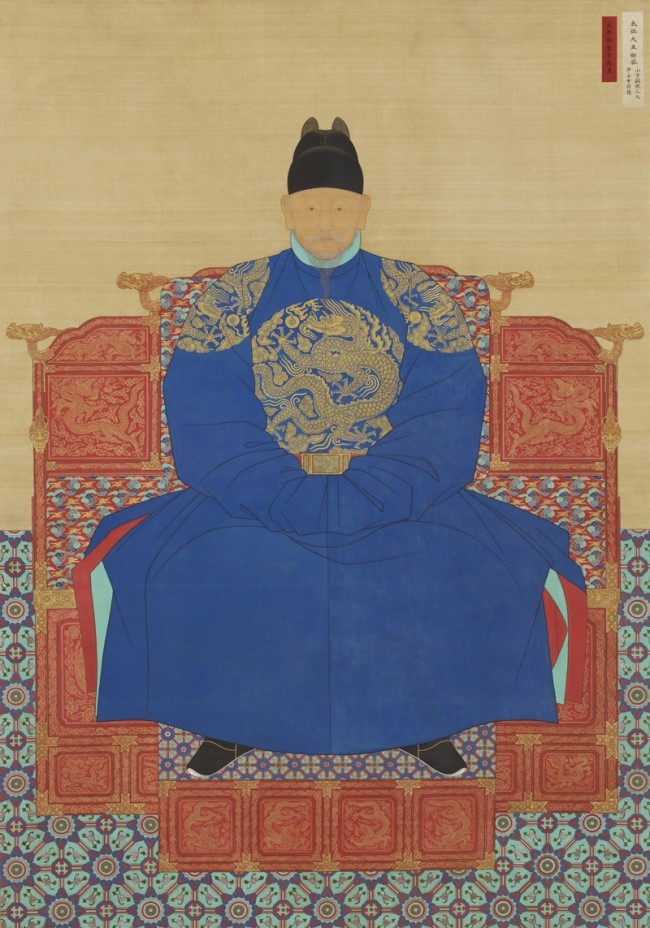
태조 이성계의 어진

14세기 말 당시 한반도를 지배하고 있던 나라 고려는, 안으로는 기존의 귀족 세력인 권문세족과 그에 반발하는 신진 사대부들이 대립하여 정치가 혼란하였고, 밖으로는 홍건적과 왜구의 약탈과 원나라에서 명나라로 이어지는 원명교체기의 혼란으로 어려움을 겪고 있었다. 이 무렵 고려의 북방에서 이성계는 이민족의 침입을 여러 차례 물리치고 명성을 얻어 중앙 정계에서 힘을 발휘하고 있었다.
그 무렵 고려 조정은 철령위 문제로 밖으로는 명나라와, 안으로는 친원파와 친명파가 대립하고 있었다. 그에 따라 고려는 요동을 정벌하기 위해 최영을 중심으로 요동 정벌군을 편성하였다. 이때 우군 도통사를 맡았던 이성계는 좌군 도통사 조민수와 상의하여 평양에 있던 최영에게 회군을 청했다. 그러나 회군 요청이 받아들여지지 않자 이성계와 조민수는 1388년 음력 5월 20일 군사를 수도로 돌려 쿠데타를 일으켰다(위화도 회군). 이성계는 쿠데타로 정권을 잡아 최영 세력을 숙청하고 우왕을 폐위한 뒤 창왕을 왕위에 올렸다. 동시에 정도전 등 신진 사대부들과 손잡고 과전법과 같은 전제 개혁 등 여러 가지 개혁을 단행하였다.
이듬해에는 창왕을 다시 폐하고 공양왕을 왕위에 올렸다. 소위 폐가입진(廢假立眞)으로, 우왕과 창왕이 공민왕의 자식이 아닌  신돈의 자식이므로 폐하고, 진짜 고려 왕씨를 왕으로 삼는다는 뜻이다. 그리고 사전 개혁(私田改革)을 단행하고 과전법(科田法)을 공포하였다. 전제 개혁으로 인하여 이성계·정도전·조준 등은 막대한 과전을 받게 되었으나, 권문세족들은 농장을 몰수당함으로써 경제적 토대가 붕괴되었다. 한편 공전(公田)의 증대는 국가의 수입을 증대시켜 새로운 왕조 조선의 경제적 기초를 확립케 했다.
위화도 회군에서 정권과 군권을 장악한 이성계는 전제 개혁을 단행하여 경제적인 실권까지도 장악하던 중 1392년에는 이성계의 5남인 이방원이 정몽주를 제거하고 그해 음력 7월 17일 개경의 수창궁(壽昌宮)에서 공양왕의 왕위를 물려받아 새 왕조를 개국하여 태조가 되었다.
1393년 음력 2월 15일에는 나라의 이름을 고려에서 조선(朝鮮)으로 고치고 1394년 음력 1월에는 당시 남경이라 불리던 교통과 국방의 중심지인 한양으로 수도를 천도하였다. 또한 고려의 법제를 개혁하여 나라의 기틀을 닦았다. 태조는 고려 때에 큰 폐단이 되었던 불교 대신에 유교를 존중하여 이를 정치·교육의 근본이념으로 삼으니, 불교는 점점 쇠퇴하여 천대를 받고, 유교는 극진한 대우를 받게 되었다. 한편 명(明)에 대해서는 사대정책을 써서 국호를 고칠 때에도 명나라의 승인을 받았던 일이 있다. 따라서 서로 사신의 내왕이 잦았으며, 이를 통하여 조공(朝貢)·회사(回賜) 형식의 국가 간의 무역이 행하여졌는데, 이 두 정책은 조선의 근본정책으로서 계속 계승되었다.
태조는 8번째이자 막내 왕자인 의안대군 방석을 왕세자로 삼았으나 개국 당시 공이 컸던 5번째 왕자 정안대군 이방원은 이에 불만을 품고 제1차 왕자의 난을 일으켰다. 1398년 이방원은 사병을 동원해 난을 일으켜 왕세자 방석과 7번째 왕자 무안대군 방번, 그리고 왕세자를 지지했던 정도전과 그의 일파를 살해했다. 그리고 당시 생존해 있던 태조의 아들 중 가장 위인 2번째 왕자 영안대군 이방과에게 왕세자 자리를 양보하여 그해 음력 9월 태조는 왕위를 이방과에게 물려주었고, 이방과는 정종이 되었다.
그러나 왕위에 야심을 품고 있던 또다른 왕자 회안대군 방간은 제1차 왕자의 난에서 공을 세웠으나 큰 보상을 받지 못해 불만을 품은 박포와 공모하여 제2차 왕자의 난을 일으켰다. 그러나 당시 권력을 잡은 이방원의 군사와 개경에서 맞붙어 패했으므로 방간은 유배되고 박포는 처형되었다. 이 사건을 계기로 정종은 정안 대군 이방원을 왕세자로 삼고 음력 11월에 이방원이 등극하여 태종이 되었다.

### 제도의 정비와 문화 융성
두 차례에 걸친 왕자의 난에서 승리하여 왕위에 오른 태종은 왕권을 강화하고 임금 중심의 통치 체제를 정비하기 위해 관료 제도를 정비하였다. 태종은 사병을 혁파했으며 양전 사업과 호구 조사를 통해, 조세 제도와 호적 제도를 개혁하였다. 그리고 도평의사사를 폐지하고 의정부를 설치하였고, 또한 왕실 외척과 공신 세력을 대대적으로 숙청하여 그들의 정치적 영향력을 약화시켜 정치를 안정시켰다. 또 언론 기관인 사간원을 독립시켜 신하들을 견제하게 하였다.
이렇게 다져진 안정을 기반으로 등극한 세종대왕은 학문·군사·과학·문화 등 모든 면에서 큰 업적을 이룩하였고 정치는 안정되어갔다. 이 시기에는 주자학이 국가 이데올로기로 정착하였으며, 고려 말에 들여온 면화가 보급되어갔다. 또 국방을 안정시킬 목적으로 북방 지역인 4군과 6진을 개척하여 국경선을 확정시켰으며, 화포 제작 및 조선 기술 발전 등을 통해 왜구의 약탈을 방지하였다. 또한 궁중 안에 정책 연구 기관인 집현전을 설치하여 학문을 진흥했다. 또한 한글을 창제하고 측우기와 금속활자를 개량하였으며 아악을 정리하였다. 개량된 금속활자로 여러 가지 책을 간행하기도 하였으며, 의서 편찬(《향약집성방》)을 통해서 의료 관계 개선이 집약적으로 이루어졌다.
세종의 맏아들 문종이 2년이라는 짧은 치세 뒤에 서거하고 문종의 아들 단종이 뒤를 이었으나 어린 나이에 보위에 오른 단종은 곧 병권을 장악한 세종의 차남이자 숙부 되는 수양대군에게 빼앗겼다. 세조는 아버지 세종이 채택한 의정부 서사제를 폐지하고, 조부 태종이 주창한 육조 직계제를 부활시켜 왕권을 더욱 강화하였다. 그러나 이 과정에서 사육신을 비롯한 많은 신하가 숙청당하고 많은 학자를 양성하였던 집현전을 폐지하였다. 세조는 태종처럼 신하의 권력을 제한하고, 왕권을 강화하기 위해 호패법을 다시 복원하고, 《동국통감》, 《국조보감》 등을 만들기도 하였다.
세조의 손자인 성종은 개국 이후의 문물제도를 정비하였다. 성리학을 기반으로 유학을 장려하여 사라진 집현전의 기능을 담당한 홍문관을 설치하고, 수많은 역사책을 편찬했으며, 세종 때부터 이어온 법전 편찬 사업이였던 《경국대전》의 편찬을 완성하였다. 성종은 《경국대전》의 편찬을 반포함으로써 조선 사회의 기본 통치 방향과 이념을 제시하였다. 또한 영남의 사림파를 등용하여 공신 세력인 훈구파를 견제하였다. 이로써 조선 왕조의 통치 체제가 확립되었다.
15세기 말부터 지방의 사림 세력이 정계에서 세력을 키우기 시작했다. 연산군의 거듭된 실정에 견디지 못해 사림파를 중심으로 일어난 중종 반정을 통해 중앙 정계에 대거 진출한 사림파는 명종 때 비로소 훈구파를 몰아내고 조정의 실권을 잡았다. 이때부터 사림은 동인과 서인으로 나뉘어 붕당정치가 시작되었다.

## 중기
그러나 시대가 내려오면서 제도의 결함이 드러나게 되고, 특히 지배계급의 경제적 기반인 토지제도의 문란에 따른 훈구 재상의 대토지 소유는 토지분배의 혜택을 받지 못하는 신진 사류의 불만을 사게 되어, 여러 번에 걸쳐 사화라는 참극을 빚어냈다.
처음에는 신진 사류들이 빈번히 화를 당하여 벼슬을 그만두고 지방에 내려가 학문에만 열중하는 경향이 있었으나, 선조 때에는 이들을 등용하기 시작하여 마침내 사류들이 승리를 거둔 셈이었다. 그러나 이번에는 사류들 사이에 다시 대립이 생겨 자기 일파만이 정권을 장악하기 위하여 대대로 서로 싸우게 되니, 이를 당쟁이라 한다. 이렇게 되자 처음에는 지방 자제들을 교육시키기 위해 세워진 서원이 나중에는 모두 넓은 토지를 소유하여 지방 세력의 중심을 이루고 끈덕진 당쟁의 기반이기도 하여 심한 폐단을 나타내었다.

### 경제 체제의 해이
양반 관리들은 국가로부터 우선 과전을 받았을 뿐만 아니라 공신전·별사전(別賜田)을 받았는데, 이러한 것들은 결국 모두 세습되어 갔다. 게다가 양반 관리들은 또 매입(買入)·겸병(兼倂)·개간 등의 각종 방법으로 그들의 소유지를 확대시켰다. 그들은 특히 비옥한 삼남 지방의 넓은 공전(公田)을 침식하여 갔다. 직전법조차 폐지되자 그들의 토지에 대한 욕구는 농장(農莊)의 확대를 가져왔고, 따라서 토지를 잃고 유망(流亡)하는 농민의 증가는 점차 사회적으로 큰 문제가 되었다.
한편 양반 관리들의 사치를 위한 지방 특산물과 수공업제품의 공납(貢納)이나 진상 또한 농민들의 커다란 고통이었다. 더구나 이런 농민들의 고통을 이용한 방납까지 생겨 그 피해는 극심해져 있다. 이런 폐단을 개혁하기 위하여 이이(李珥)는 수미법을 주장하기도 하였으나 채용되지 않았다.
또 환곡 제도에 의하여 정부는 농민을 상대로 한 일종의 고리대를 하기도 했다. 환곡은 원래 의창이 담당하는 일이었으나 의창이 제 구실을 다하지 못하자 상평창에서는 이를 맡게 되었다. 이리하여 원래 농민 진휼정책(賑恤政策)에서 발단했던 환곡은 점차 변질되어 갔던 것이다.
특수직에 종사하는 직역(職役) 외에 양인에게 부과되는 신역(身役)은 주로 군역이었다. 그런데 이 군역 또한 신역의 포납화(布納化) 경향을 촉진하여 그 제도를 해체시켜 갔다. 초기에 있어서 군역의 대가로 바치는 포(布)는 상당히 고가(高價)에 해당하는 것이었다. 그런데 이와 같은 수포대역(收布代役)의 제(制)가 관행되면서 포납은 정남(丁男)에 대한 인두세(人頭稅)와 같이 되었으며, 평가도 절하되어 갔다. 그리하여 그 공정액은 당시 전세(田稅)의 약 3배에 해당하는 것으로 양인들에게는 극히 과중한 부담이 되었다.
이와 같은 과정을 겪으면서 원래의 신역은 붕괴되어 갔다. 이러한 결과로 농민들의 생활은 지극히 불안정하게 되었다. 많은 농민들이 유민(流民)이 된 관계로 농촌은 황폐하여 갔으며, 각지에는 도적의 무리가 횡행하게 되었다. 그 중에서도 대표적인 자가 임꺽정이었다.

### 정치 구도의 변화
중종은 1506년 음력 9월 2일, 연산군의 폭정에 반발한 성희안(成希顔), 박원종(朴元宗), 유순정(柳順汀)등이 일으킨 중종반정에 의해 왕으로 추대되었다. 그래서 초반 중종의 왕권은 미약하였다. 중종은 왕권 강화보다는 왕권의 안정을 이루는 데 주력하였는데, 그 방책으로 조광조등 갑자사화로 밀려났던 사림파를 중심으로 철저한 유교적 개혁정치를 실시하였다. 그러나 지나치게 급진적이고 과격한 조광조의 개혁 정책은 보수적인 기득권층인 훈구 세력의 엄청난 반발을 불러일으켰을 뿐 아니라 그를 절대적으로 신임하고 지지하던 중종마저도 차츰 싫증을 내게 되었다.
특히 조광조의 반정 공신 명부 정리 작업(공신 명부에 올라온 공신들이 진짜 공을 세웠는지를 확인하는 작업)으로 다수의 공신들이 명단에서 이름이 삭제되는 일이 벌어지자 훈구파들의 위기감은 극에 달한다. 결국 중종은 1519년 남곤과 심정, 홍경주와 계획해서 조광조를 비롯한 다수의 사림들을 실각시켰고, 조광조와 사림파는 죽음을 당하게 된다(기묘사화). 그 다음에는 외척 세력이 새로이 등장하여 중종의 치세 중기와 후기에는 외척 세력과 반정 공신들 간의 정권 다툼으로 인해 크고 작은 사건이 연달아 일어나 정국이 편안할 날이 없었다.
1545년, 명종이 조선 13대 왕으로 등극하자 어머니 문정왕후가 대왕대비로서 수렴청정했다.
당시에는 어좌를 두고 파평 윤씨 일가의 당쟁이 극에 달하였는데 윤임을 중심으로 하는 대윤과 윤원형을 중심으로 하는 소윤이 세자와 경원대군을 내세웠다. 하지만 인종이 보위에 오른 지 1년 채 안되어 승하를 한 후에  명종이 보위에 오른 후 대윤을 몰아내는 사건인 을사사화가 일어나 대윤 세력을 모두 숙청하고 그에 연루된 인명까지 피해를 입었다.
그 후부터 윤원형의 세력이 조정 내에서 활개를 쳤고 문정왕후의 극단정치가 시작됐다. 문정왕후는 당시 수많은 인명들을 사사함으로 인해 큰 질책을 느꼈던 문정왕후로서는 종교를 신앙하게 되었고 숭유배불을 중심으로한 유교 사회인 조선 최초로 불교의 승려인 보우를 판선교 양종사도 대선사라는 정2품 직책에 앉혀 불교 중흥에 힘썼고 도첩제를 실행해 승려를 뽑게 하는 제도를 만들었다. 이때 문정왕후는 수많은 질책과 비난을 받으면서도 자신의 의지를 꺾지 않았다.
이 섭정시대는 1553년에 종결을 내렸으나 이미 정세는 문정왕후의 세력에 기울어 있었고, 문정왕후의 정치간섭이 이루어져 명종은 문정왕후가 죽기까지 자신의 의사대로 친정을 할 수 없을 뿐만 아니라 수많은 선비가 죽어 주변에는 모두 소윤 대신들이 권력을 독점하고 있었기 때문에 명종은 신하 앞에서도 임금으로서의 권한을 실행할 수 없었다. 약 12년간 이런 행위가 이루어졌으며 문정왕후도 쇠약해지고 있었다.
1565년 문정왕후의 죽음으로 정치는 안정을 되찾았고, 윤원형과 정경부인 정난정의 관직과 직위를 삭탈함으로써, 명종은 왕권을 펼칠 기회가 왔으나 기울던 조정은 이미 부패한 상태였다. 또한 명종 스스로도 어머니 문정왕후가 죽은 지 2년 만에 생을 달리하였다. 이 시기로 인해 조선의 정치 구도가 흐트러진 것은 사실이나, 이는 전적으로 사림들의 시각에서 비춰진 관점이므로 이러한 부정적인 시각을 완전히 수용하기는 어렵다.
1567년 왕위에 오른 선조는 이황, 이이 등 사림을 대거 중용하였다. 선조는 사림을 통해 자신의 취약한 권력 기반을 강화하고자 하였다. 또한 기묘사화 때 당쟁으로 억울하게 희생된 조광조를 비롯한 수많은 유학자들을 복권시켰으며, 훈구 대신인 남곤, 윤원형 등을 대역죄로 단죄하여 관작을 추탈하고 삭훈하여 민심을 안정시켰다. 그러나 후에 사림이 김효원(金孝元)을 지지하는 사람들이 모인 동인과 심의겸(沈義謙)을 지지하는 사람들이 모인 서인으로 분리되어 붕당이 형성되자, 선조는 어느 한 쪽의 세력이 커지는 것을 두려워하였고, 이에 따라 정국이 단번에 교체되는 일이 잦았다.
거듭되는 사화 속에서도 사림들은 서원과 향약을 토대로 발전하여 갔으며, 드디어 선조 때에는 재차 정치무대에 등장하였다. 그러나 이들 속에서 또다시 당쟁이 일어나게 되어 정쟁은 파노라마처럼 되풀이되었다. 당쟁의 발단은 심의겸과 김효원 양파의 전랑직(詮郞職)을 에워싼 암투에서 비롯되었다. 이 양파의 대립 과정에서 동인과 서인이 생겼으니 일찍이 이준경(李浚慶)이 붕당의 징후가 보인다고 한 예언이 적중한 셈이다.

### 왜적의 침입
1592년, 일본열도를 통일하고 내부 갈등을 통합해야 할 필요를 느낀 도요토미 히데요시는 철저한 준비 끝에 20만 병력을 이끌고 조선을 침략해 왔다. 이를 임진왜란이라고 한다. 미처 전쟁 준비가 되어 있지 않았던 조선군은 대규모 조총 부대를 앞세운 일본군에 크게 고전하여 선조가 서울을 버리고 의주까지 피난을 가야 했다. 그러나 한 번도 패배하지 않고 일본 수군을 대파한 이순신이 지휘한 조선 수군에 의해 일본 육군은 보급이 끊기다시피 하여 곤란을 겪었고, 전국 각지에서 자발적으로 조직된 의병들의 활약과 명나라의 지원으로 조선군은 7년 만에 일본군을 몰아냈다.
선조의 뒤를 이어 즉위한 광해군은 일본과 두 차례의 전쟁을 치른 후 피폐해진 국토를 정비하기 위해 사림 정치를 배제하고 왕권을 강화하기 위해 노력하였다. 또한 성곽과 무기를 수리하고, 군사들을 매일 훈련시켜 국방을 강화하였고, 호적을 다시 정비했으며, 전쟁 기간에 불에 탄 사고를 재정비했다. 또한 실리를 중시한 외교를 펼쳐, 새롭게 떠오르는 청나라와 망해가는 명나라 사이에서 중립 외교를 표방하였다. 그러나 광해군과 그를 지지하는 북인에 의해 정계에서 배제된 서인과 남인은 권력을 획책하기 위해 연합하여 광해군을 몰아내어 인조를 옹립하였다(인조반정). 사림파의 지지를 받고 즉위한 인조는 다시 명나라와의 친선 정책을 펼쳤고, 이에 자극받은 청나라는 1627년(정묘호란)과 1636년(병자호란) 두 번에 걸쳐 조선에 침입하였다. 조선은 이 전쟁에서 패하여 청나라에게 항복을 선언하고 청나라를 대국으로 섬기게 되었다.
전란이 계속되고, 붕당이 심해지는 이 시대에도 의학자 허준은 《동의보감》을 세상에 내놓았다. 이 책은 1597년과 1608년에 발간했다. 이 책은 우리 나라의 동의학을 기준으로 하여, 대부분 의학서를 참고하고 만들었다. 다양한 약재와 치료법을 소개하고있다.
한편 이와 같이 조선사회 자체의 모순과 분열 대립에 곁들여, 7년에 걸친 왜란과 호란(정묘·병자)으로 대대적인 침략·파괴 행위로 그 피해는 막심하여 국토는 황폐해지고, 국가 재정은 고갈되었으며, 백성들은 비참한 생활을 강요당하였다. 이렇게 파탄에 직면한 사회의 위기를 모면하기 위해서는 병제(兵制)와 세제(稅制)의 개편이 불가피하게 되었으며, 한편으로는 백성들에 대한 부당한 과세(課稅)가 성행하였는데 이는 가난에 쪼들리는 백성들을 더욱 못 살게 굴어 농촌사회는 극도로 황폐하게 되었으며 정부에 대한 반항의식을 조장시켰다.그렇게 조선은 점점 망해간다.

### 북벌론과 북학론의 대두
병자호란이 종식되어 청나라와 군신 관계를 맺게 된 조선은 겉으로는 청나라에 사대하였으나, 실제로는 은밀하게 국방 강화에 힘을 기울이면서 청나라에게 복수할 생각으로 북벌을 준비하고 있었다. 효종은 “청나라를 정벌하여 문화대국인 조선이 문화가 낮은 오랑캐인 청나라에게 당한 수치를 씻자” 며 청나라를 혐오하여 강력히 배척한 송시열, 이완 등 주전파를 중용하여 군대를 대량 양성하고 성곽을 수리하는 등 북벌을 준비했다. 이러한 북벌론(北伐論)은 1659년 출병 직전 효종이 서거하자 사실상 일단락되었다. 효종 이후에도 남인을 중심으로 청나라의 정세 변화를 살펴봐서 북벌 움직임이 다시 제기되기도 하였으나, 그것은 효종 때와는 달리 일시적인 현상이었다. 현실적으로 봤을 때 북벌은 어렵다는 판단하에 계속 보류되어 결국 실천에 옮기지는 못하였던 것이다.
이후 북벌론은 병자호란 때에 자신들이 자초한 패전에 대한 책임을 져야 했던 서인들이 책임을 회피하고 남인들의 정계 진출을 견제하기 위해 자신들의 집권을 유지하기 위한 수단으로 변질되었지만, 전란 후의 민심을 수습하고 국방력을 강화하는 데 기여하였다. 그러나 외부 세계와의 고립을 초래하여 고립화의 길을 걸어 조선 사회의 낙후를 가속화하였다.
그에 반면, 당시 청나라는 중국 대륙을 장악한 뒤 국력이 크게 신장되었으며, 화포·자명종·만국지도 등 서양의 문물을 받아들여 문화 국가로서의 면모를 갖추어 나갔다. 이에 따라 조선에서는 청나라를 무조건 배척하지만 말고 이로운 것은 적극적으로 배우자는 북학론(北學論)이 대두되었다.

## 조선 후기

### 붕당 정치의 변질
인조반정으로 정권을 잡은 서인들의 정치력은 근본적으로 지주제에 토대하였기에, 그들의 개혁안은 일정한 한계를 지니는 것이었다. 따라서 서인 정권은 기층 사회의 움직임에 미봉적으로 대처할 수밖에 없었다. 서인 정권의 위기는 겉으로는 남인측의 도전으로부터 비롯되었다. 서인이 주도하는 정국에서도 남인은 꾸준히 진출하였다. 특히 현종의 스승이었던 윤선도가 남인 계열로서, 오랫동안 야당적 입장에 머물러온 남인의 지위를 부상시키는 역할을 하였다.
남인들은 서인 정권이 추구한 개혁의 부당성과 북벌 운동의 무모함을 지적하면서 예송(禮訟)을 일으켜 서인들과 정치적으로 대립하였다. 더구나 예송이 정체(政體)문제와 관련을 가지면서 두 정파 간에 심각한 갈등을 자아냈다. 예론을 중심으로 한 붕당 사이의 대립은 예(禮)의 문제가 당시에는 사회질서의 기본적인 규범이었으므로 붕당정치의 필연적인 귀결이었다.
예송은 세종대왕과 인선왕후의 국상(國喪)에서 자의왕대비의 복제(服制)문제를 계기로 일어났는데, 차자로서 왕통을 이은 효종을 적통으로 보느냐 안 보느냐의 시비였다. 1659년(현종 원년)의 1차 논쟁에서는 서인의 주장이, 1674년(숙종 원년)의 2차 논쟁에서는 남인의 주장이 받아들여짐으로써 남인의 정치적 지위가 신장되었다.
그러나 경신환국에 의하여 1680년 남인이 실각하고 서인 정권이 다시 수립되면서 붕당 사이의 대립양상은 크게 달라져갔다. 즉 다시 집권한 서인은 철저한 탄압으로 남인의 재기를 막았다. 이때, 서인은 아예 남인을 완전히 축출하자는 노론과, 남인과의 화해를 주장하는 소론으로 분열되었으며, 두 세력 사이의 대립으로 정국의 반전이 거듭되었다. 이로부터 견제와 균형, 공론에 토대한 붕당정치의 기본 원리는 무너지고, 상대 세력의 존재 자체를 아예 인정하려 들지 않는 일당전제화의 추세가 나타나기 시작하였다. 상대당에 대한 보복으로 사사(賜死)가 빈번하였고, 정쟁의 초점이 왕위 계승 문제로 비화되는 등 붕당정치가 정상적으로 운영되지 못하였다.
이 때 숙종은 상황에 따라 한 당파를 일거에 내몰고 상대 당파에 정권을 모두 위임하는 편당적인 인사 관리를 하는 환국을 일으켜 정국을 주도하는 붕당과 견제하는 붕당을 자주 교체하였다. 숙종의 잦은 환국은 경종 때에 이르는 동안에 왕위 계승 문제를 둘러싸고 노론과 소론이 대립하는 지경까지 발전하였고, 경종 때에는 왕세제가 된 연잉군의 대리청정 문제로 노론과 소론의 대립이 격화되었다.
이러한 정치적 동향은 사회 경제적 변화를 바탕으로 일어났다. 17세기 후반 이후 상품 화폐 경제가 발달함에 따라 정치 집단 사이에서 상업적 이익에 대한 관심이 높아져 이를 독점하려는 경향이 커졌다. 정치적 쟁점도 예론과 같은 사상적인 문제여서 군사력과 경제력 확보에 필수적인 군영을 장악하는 것으로 옮겨갔다.
한편, 향촌 사회에서는 지주제와 신분제의 동요에 따라 사족 중심의 향촌 지배가 어렵게 되어 붕당 정치의 기반도 무너지게 되었다.

### 탕평 정치의 전개
영조가 즉위한 당시, 조정은 정권을 장악하고 있던 노론과 그들을 몰아내고 다시 집권하려는 소론으로 나뉘면서, 서로를 죽고 죽이는 극한 상황으로 치닫고 있었다. 이러한 당파 싸움에 영조는 넌더리를 낸 나머지 조정을 어지럽히는 당쟁을 타파하기 위해 노론과 소론의 온건파를 기용하는 한편, 통치 이념으로 탕평론을 채택하였다. 탕평이란 정치를 할 때 편과 당을 좇지 않고 지극히 중립적이고 신념에 따라 올바르게 해야 한다는 뜻이다. 이후 탕평책은 영조 때 정국 운영의 가장 큰 원칙이 되었다. 영조는 노론을 한 사람 기용하면 상대 자리에는 소론을 기용하는 쌍거호대(雙擧互對)를 실시하는 것으로 탕평책을 실천했다.
영조의 이러한 노력으로 탕평정치는 그의 손자인 정조에게로 이어진다. 아버지 사도세자의 죽음과 이를 둘러싼 시파와 벽파 간의 갈등을 경험한 정조는 할아버지인 영조의 탕평정치 의지를 받들어 더욱 발전시켜 나갔는데, 그 주요 조치를 살펴보면 대신 한 사람이 정승을 고발하거나 풍문에 의거하여 탄핵하지 못하도록 했다. 이는 당시 대간을 이용하여 상대당의 수뇌를 공격하는 파당의 전통적인 관행을 없애기 위한 조치였다. 또한 당시 붕당 조성의 주요 통로였던 인사권이 임금이 직접 개입함으로써 조정에서 당파의 영향력을 줄이고 임금과 정승들이 조정의 주도권을 확보해나갔다. 그리고 연좌법과 대역죄 적용 범위를 제한함으로써 대역죄를 빙자하여 다수의 상대당 인물을 일시에 탄핵하는 관행을 철폐시켰다. 뿐만 아니라 아예 조정에서 대신들이 당파를 지목하거나 당파라는 용어를 사용하는 것 자체를 금지함으로써 파당의식 자체를 없애고자 하였다.
또한 규장각을 붕당의 비대화를 막고 임금의 권력과 정책을 뒷받침할 수 있는 강력한 정치 기구로 육성하였다. 아울러 스스로 초월적 군주로 군림하면서 스승의 입장에서 신하들을 양성하고 재교육시키려 하였다. 특히, 신진 인물이나 중·하급 관리 가운데 능력 있는 자들을 재교육시키는 초계문신제(抄啓文臣制)를 시행하였다.

### 세도 정치의 전개
1800년, 정조가 갑작스럽게 서거하고 그의 어린 아들 순조가 즉위하자, 순조의 장인 김조순이 정권을 장악하여 안동 김씨 집안의 세도정치가 시작되었다. 이후 순조·헌종·철종 3대에 걸친 안동 김씨와 풍양 조씨 등 외척 세력의 세도 정치가 60여 년 동안 계속되었다. 영조와 정조의 탕평책으로 일시적으로 암흑기를 가졌던 당쟁과 일당독재체제는 정조의 뒤를 이어 어린 임금들이 연달아 등극함에 따라 절대적인 왕권이 사라지면서 특정 가문이 권력을 독점하는 세도정치의 형태로 변질되었다. 이는 선조 이후 오랫동안 조선의 정치권력의 기본 구조였던 붕당정치가 완전히 붕괴되었음을 의미하는 것이기도 하였다.
순조 때에 정권을 잡았던 안동 김씨 세력은 헌종이 즉위하면서 풍양 조씨 집안에게 잠시 권력을 내주었으나 철종이 즉위하면서 다시 정권을 잡아 세도를 떨쳤다. 60년간 이어진 세도정치의 영향으로 왕권은 한없이 나약해져갔고 백성들은 물론 왕족들마저도 안동 김씨의 눈치를 봐야 하는 처지로 전락하고 말았다. 기형적인 정치 형태인 세도정치는 온갖 부정부패를 야기했는데 전정(田政)·군정(軍政)·환곡(還穀) 등 이른바 삼정(三政)의 문란이 그 대표적인 경우다.
외척들의 세도정치로 인한 사회적 혼란이 계속되자 이에 대항하는 민란이 여러 차례 일어났는데 이중 가장 대표적인 것이 순조 때의 홍경래의 난, 철종 때의 진주민란 등이다. 몰락한 양반인 홍경래의 지도하에 수많은 몰락한 농민들과 영세농들이 참가했다. 이들은 한때 청천강에서 의주에 이르는 넓은 지역을 장악했으나 4개월 만에 관군에 의해 평정되었다. 홍경래의 난 이후에도 민란은 계속 이어져 전국적으로 확대되었다. 그럼에도 불구하고 세도 정권의 탐학과 횡포는 날로 심해져 갔고 재난과 질병이 거듭되었다. 특히, 19세기에 들어와서는 이런 현상이 더욱 심해져 백성들의 생활은 그만큼 더 어려워져 갔다. 1820년의 전국적인 수해와 이듬해 콜레라의 만연으로 많은 사람들이 목숨을 잃는 비참한 사태가 발생하였다. 이 피해는 그 뒤 수년 동안 계속되었으며, 이에 따라 굶주려 떠도는 백성이 거리를 메울 정도였다.
이와 전후하여 천주교(天主敎)가 전래하였으나 박해를 당하였다.

### 흥선대원군의 집권기

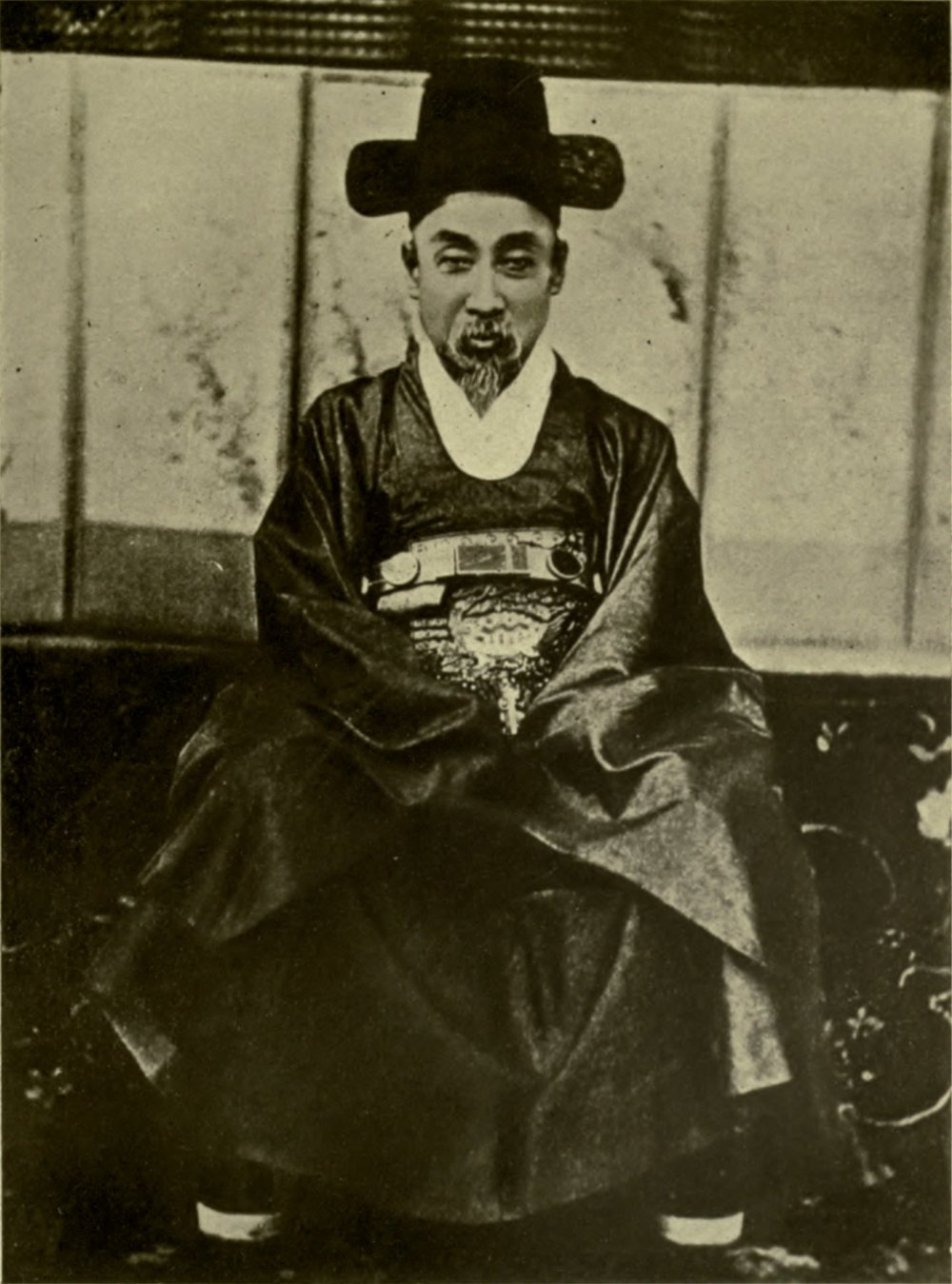
흥선대원군

철종의 뒤를 이어 흥선군 이하응의 어린 둘째 아들이 순조의 양자로 하여금 왕위에 올라 고종이 되었다. 고종의 아버지인 흥선군은 대원군이 되어 막강한 권력을 행사하였다. 흥선대원군은 실추된 왕권을 회복하고 국가적 위기를 극복하기 위하여 노력하였다. 그래서 정권을 잡자마자 가장 먼저 나라를 엉망으로 만든 세도 정권을 무너뜨렸다. 그리고 민중들의 원망을 사고 있던 조세 제도를 개정하였다. 가장 말썽이 많던 환곡 제도를 사창제로 전환시켰고, 군역 제도를 고쳐 양반에게까지 군포를 부과하는 호포제를 실시하여 민심은 안정시키려 노력하였다. 또한 붕당의 온상으로 인식되어 온 사액서원을 제외하고 서원들을 대부분 철폐하여 유생들의 불만을 샀다. 나아가 왕권 강화의 일환으로 비변사를 폐지 수준으로 축소시켜, 의정부와 삼군부의 기능을 회복시켰으며, 대전회통을 편찬하여 법전을 재정비하였다. 흥선대원군은 왕권을 바로 세워야 나라가 바로 선다고 생각하였다. 그래서 재정이 어려움에도 불구하고, 왕실의 권위를 높이기 위해, 임진왜란 때 불타서 소실된 경복궁을 중건하는 데 재정을 투입하였다. 경복궁의 중건 외에도 의정부, 종묘, 종친부, 육조 이하 각 관서 및 도성, 그리고 북한산성의 수축도 함께 이루어졌다. 이로써 황폐해졌던 서울이 다시 예전의 모습을 되찾았으나, 그것을 위해 수많은 백성들이 세금과 강제 노동, 당백전으로 인한 엄청한 인플레이션에 큰 고통을 겪어야만 했다.
흥선대원군이 로마 가톨릭을 탄압하면서 프랑스인 신부들을 처형한 것을 구실 삼아 1866년, 프랑스가 군대를 파견해 강화도를 공격하였다. 프랑스는 조선에 대해 사과와 손해 배상, 그리고 통상을 요구하였다. 프랑스군은 강화도를 점령하고 서울로 진격하려 하였다. 그러나 조선군은 여러 곳에서 프랑스군을 물리쳤고, 결국 프랑스군은 수많은 재물을 약탈한 뒤 철수하였다(병인양요). 이로부터 5년 뒤, 이번에는 미국이 조선을 침략하였다. 미국인들은 1866년 미국 상인이 대동강에서 행패를 부리다가 배가 불에 탄 사건을 추궁하였다. 그리고 사과와 통상 교섭을 요구하여 왔다. 흥선대원군은 이들의 주장도 받아들이지 않았다. 그 결과 미군은 강화도를 공격하였고, 그들은 조선군의 끈질긴 저항에 못 이겨 결국 물러가고 말았다(신미양요). 미국과의 전쟁을 끝낸 후 ‘서양 오랑캐가 쳐들어왔는데, 싸우지 않으면 그들의 주장을 받아들여 화친해야 하며, 화친을 주장하는 것은 나라를 팔아넘기는 것’이라 적혀 있는 척화비(斥和碑)가 전국 각지에 세워졌다. 이후 강력한 쇄국 정책으로 서양과의 수교를 단호히 거부하여 흥선대원군의 집권 시절에는 외세가 감히 침범하지 못했다.
이러한 정책은 전통적인 통치 체제를 재정비하여 국가 기강을 바로잡고 민생을 안정시킴과 동시에 외세의 침략을 일시적으로 저지하는 데는 성공하였으나, 전통 체제 안의 개혁이라는 한계를 갖고 있었기 때문에 조선의 문호 개방을 늦추는 결과를 가져왔다.

### 제국주의 열강의 침투
1873년 음력 11월 고종이 친정을 선포하면서 10년간 정권을 쥐고 있던 흥선대원군이 실각하고 명성황후를 필두로 한 여흥 민씨 정권이 들어서게 되었다. 이에 따라 자연스레 통상 개화론자들이 대두되면서 조선의 대외정책은 조금씩 변하기 시작했다. 이런 상황에서 1875년 음력 9월 20일 일본이 운요호 사건을 일으켜 조선에게 문호를 개방하라며 압박했다. 이에 대해 조선에서는 찬반 양론이 엇갈렸으나 결국 개항 찬성론자들의 입지가 강화되어 1876년 음력 2월 3일 일본과 강화도 조약을 체결하여 문호를 개방하였다. 이어서 고종은 일본에 파견한 수신사 김홍집이 귀국할 때 가져온 《사의조선책략》이라는 책을 읽고 깊은 인상을 받았으며, 그에 따라 조선 조정은 부국강병을 목표로 개화파 인물을 등용하여 개화 정책을 추진하였다. 뒤이어 일본에 신사유람단을, 청나라에 영선사를 파견하였다.
조정에서는 개화정책을 전담하기 위한 기구인 통리기무아문을 두었고, 군사제도를 개혁하여 신식 군대인 별기군을 창설하였다. 1880년 음력 10월 11일 미국과 국교를 열었으며, 뒤이어 영국, 독일, 러시아, 프랑스 등 서구 열강들과 외교 관계를 맺었다. 그러나 이들과 맺은 조약들은 모두 치외 법권을 규정하고 국내 산업에 대한 보호 조처를 거의 취할 수 없게 규정된 불평등 조약들이었다.
개화정책에 대하여 보수적인 유생층은 성리학적 전통질서를 지키고 외세를 배척하자는 위정척사 운동을 전개하였다. 이 운동은 외세의 침략을 막으려는 반외세 자주 운동이었지만 전통적인 사회체제를 그대로 유지하려고 하여 시대의 흐름에 뒤떨어진 한계를 지니고 있었다. 그러나 유생층 가운데서도 일부 혁신적 인사들은 유교 문화를 계승하면서 서양의 물질 문명을 부분적으로 수용하자는 동도서기론을 주장하며 개화운동에 참여하기도 하였다.

### 임오군란과 갑신정변
임오군란(壬午軍亂)은 1882년 음력 8월에 건우가 주도한 강화도조약 체결 이후 일본의 후원으로 조직한 신식군대인 별기군과 구식 군인에 대한 정부의 차별 대우, 봉급미 연체와 불량미 지급에 대한 불만 및 분노로 구 훈련도감 소속의 구식 군인들이 일으킨 항쟁이다. 처음에는 우발적이었으나, 나중에는 대원군의 지시를 받아 민씨 정권에 대항하면서 일본 세력의 배척 운동으로 확대되었다.
갑신정변(甲申政變)은 1884년 12월 4일(음력 10월 17일) 김옥균·박영효·홍영식 등이 청나라에 의존하려는 척족 중심의 수구당을 몰아내고, 개화정권을 수립하려 한 정변이다. 그러나 이 정변은 청나라의 개입으로 3일만에 무너졌으며, 일본에 지나치게 의존했다는 점에서 비판을 받기도 한다.

### 갑오개혁
조정의 개화 정책 추진과 유생층의 위정 척사 운동은 점점 격화되는 열강의 침략 경쟁에 효과적으로 대응하지 못하였다. 더욱이 근대 문물의 수용과 배상금 지불 등으로 국가 재정이 궁핍해져 농민에 대한 수탈이 심해졌고, 일본의 경제적 침투로 농촌경제가 파탄에 이르게 되었다.
이에 농민층의 불안과 불만이 팽배해졌고, 정치·사회에 대한 의식이 급성장한 농촌 지식인과 농민들 사이에 사회 변혁의 욕구가 높아졌다. 인간 평등과 사회 개혁을 주장한 동학은 당시 농민들의 변혁 요구에 맞는 것이었고, 농민들은 동학의 조직을 통하여 대규모의 세력을 모을 수 있었다.
전봉준을 중심으로 고부에서 봉기한 동학 농민군은 보국안민(輔國安民)과 제폭구민(除暴救民)을 내세우고 전라도 일대를 공략한 다음 전주를 점령하였다(1894). 농민군은 조정에 폐정 개혁 12개조를 건의하고, 산발적으로 집강소(執綱所)를 설치하며 개혁을 실천해나갔다. 그러나 조정의 개혁이 부진하고 일본의 침략과 내정 간섭이 강화되자 농민군은 외세를 몰아낼 목적으로 다시 봉기하여 서울로 북상하였다. 먼저 공주를 점령하려 한 농민군은 우금치에서 근대 무기로 무장한 관군과 일본군에게 패하고 지도부가 체포되면서 동학 농민 운동은 좌절되었다.
한편 조선 정부가 청나라에 파병을 요청하였다는 명분으로 청나라와 일본의 군대가 조선에 들어오고, 급기야 서로 무력 충돌을 일으키게 된다(→청일전쟁). 그 와중에 일본은 무력으로 경복궁을 점령하고 고종을 협박하여 친일적 개혁을 이루게 되는데, 이른바 갑오개혁이다.

### 을미사변과 아관파천
청일 전쟁에서 승리한 일본은 “조선의 독립을 위해” 조선에 대한 청나라의 지배권을 빼앗고, 요동반도를 할양받아 만주 침략의 발판을 마련하였다(→시모노세키 조약). 이에 불안을 느낀 러시아는 독일과 프랑스를 끌어들여 일본에 대한 삼국간섭을 시도하였다. 고종은 이에 미국, 러시아 등과 가까운 김윤식, 이범진 등으로 새로운 내각을 구성하고 반일정책을 구체화하였다.
삼국간섭을 받은 일본은 요동 반도를 잃었고, 남하하는 러시아는 조선에 큰 영향력을 지니게 되었다. 이에 위기감을 느낀 일본 공사 미우라 고로는 흥선대원군을 옹립하여 조선에 친일 정권을 세우고자 일본군 수비대와 대륙낭인 등을 집합시켜 몰래 경복궁에 난입시킨 후 친러시아파인 명성황후를 암살하였다(→을미사변). 1895년 음력 8월에 일본의 강요에 따라 김홍집을 내각수반으로 하는 새로운 조정 내각이 구성된다. 이때 김홍집 내각의 개혁 정책 중 하나인 단발령은 전국에 있는 유생들과 백성들의 거센 반발을 불러 일으켰다.
한편 명성황후 시해 사건은 미국인과 러시아인에게 목격되어 국제 문제가 되었다. 국제 사회의 비난 여론을 받고 일본 외무성은 명성황후 암살의 주동자인 미우라 공사 등을 소환하여 재판과 군법회의에 회부하였지만 증거 불충분임을 판시하고 전원 무죄를 선고하여 석방시켰다. 이에 조선에서는 반일 감정이 극도로 고조되었고, 위정척사를 주장하는 선비들의 주도 아래 전국적으로 의병이 봉기하여 친일파와 일본의 상인 및 어인 등을 공격하고 일본군 수비대와 각지에서 교전하였다. 을미의병은 유인석, 김복한, 기우만, 이강년 등이 주도하였다. 일본군이 의병 토벌로 서울을 비우게 되자 고종은 1896년 2월 11일에 경복궁에서 러시아 공사관으로 피신하는 아관파천을 단행하였다. 고종은 1897년에 덕수궁으로 환궁하고 몇달 후 대한제국을 선포함으로써 조선이란 국호는 역사 속으로 사라졌다.

## 대한제국

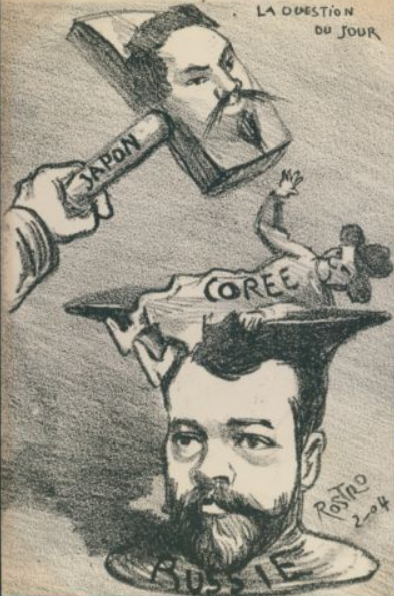
러일전쟁 당시의 정치풍자 그림엽서

1897년 고종은 대한제국(大韓帝國)을 선포하고 연호를 광무(光武), 왕을 황제(皇帝)라 일컬어 표면으로는 독립국가로서 새 출발을 하는 듯하였으나, 러시아 제국 등의 외세(外勢)에 의존하려는 태도는 여전하였다. 그러나 민간에서는 민족의 각성을 촉구하는 각종의 정당·사회·교육단체 및 언론기관 등이 생겨 신문화운동을 활발히 전개하였으나 기울어지기 시작한 나라의 정세는 어쩔 수가 없었다. 러일 전쟁에서 승리를 거둔 일본은 한반도에서 러시아 제국의 영향력을 밀어내고 대한제국에서의 이권을 차례로 독점하고, 1905년에는 을사늑약이, 1910년에 한일 병합 조약이 강제로 체결되었다. 후에 대한제국이 대한민국으로 전환하게 된다.

### 대한제국의 멸망 원인
대한제국의 멸망 원인으로는 여러가지가 있다.

### 일당독재론
숙종이후 집권한 노론의 일당독재, 또는 안동 김씨·풍양 조씨·여흥 민씨 등 소수 문벌이 권력을 독점하는 것 등으로 참신한 인재의 채용을 차단하고 부정부패한 것이 조선의 국력약화를 가져왔다는 견해이다.

### 중국 야욕론
한국의 역사학자 이정식은 이홍장의 야욕이 대한제국은 물론 청나라의 멸망의 원인으로 지목하였다.
이정식에 의하면 이홍장은 서양 각국으로 하여금 한국과 관계를 맺도록 하여 일본과 러시아가 한국을 독차지하지 못하도록 할 능력이 있었다고 보았다. 이홍장이 한국에 대한 야욕을 품지 않고 주일청국대사관 참찬관 황쭌센(黃遵憲)이 조선책략(1880년)에서 지적했던 정책을 따르고 중국 내부의 개혁을 추진했더라면 청나라와 대한제국의 붕괴를 상당기간 지연시킬 수 있었다고 비판하였다.

### 당파성론
한민족의 민족성은 분열성이 강하여 항상 내분하여 싸웠다는 주장이다. 한민족의 병적인 혈연 학연 지연성과 배타성 및 당벌성이 역사현실로 반영되어 당쟁 주의를 가지고 서로의 이해를 두고 배격하는 사당의 정쟁으로 간주하여 정책 대결이 아닌 정권쟁탈전에 집착하여 정치적 혼란, 사회적 폐단을 유발하였기에 이로 인해 조선왕조가 멸망하게 된다는 주장이다.
조선의 붕당정치가 후기에 갈수록 변질 된 것은 사실이나, 일제가 주장한 당파성론은 변질된 붕당정치에 대해서만 지나치게 확대 해석한 것이며, 조선의 붕당은 오히려 왕의 권력남용을 견제하는 기능을 가진다. 이것은 오늘날의 정당과 유사한 기능을 가짐으로써 매우 발전된 정치형태를 보여준다고 할 수 있다. 또 정치집단의 형성은 어느 나라에서나 있어온 것이며 현재 알려진 사실도 식민사학자에 의해 과장되고 왜곡된 점이 많다. 또한, 변질된 붕당정치를 억제하기 위해 탕평책을 실시했지만, 정조 사후 오히려 세도 정치의 등장이라는 부작용이 생겨나게 된다.

## 같이 보기
- 대한제국
- 대한제국의 역사